# Carex allolepis
Carex allolepis är en halvgräsart som beskrevs av Heinrich Gottlieb Ludwig Reichenbach. Carex allolepis ingår i släktet starrar, och familjen halvgräs. Inga underarter finns listade i Catalogue of Life.